# Alban Bushi
Alban Bushi (znany też jako: Alban Bushaj; ur. 20 sierpnia 1973 r.) – były albański piłkarz, obecnie trener.

## Kariera
Bushi początkowo grał w albańskim SK Tirana, gdzie rozpoczął swoją karierę sportową. Później przeniósł się do Turcji do İstanbulsporu i Trabzonsporu. Obecnie gra w greckim klubie Levadiakos.